# Lufthansa-rablás
A Lufthansa-rablás a New York-i John F. Kennedy nemzetközi repülőtéren történt 1978. december 11-én. A becslések szerint 5,875 millió dollárt raboltak el (5 millió dollár készpénzben és 875 000 dollár ékszerekben), ezzel ez volt akkoriban a legnagyobb készpénzrablás amerikai földön. Jimmy Burke, a Lucchese bűnözőklán egyik tagja volt a rablás kitervelője, de hivatalosan soha nem emeltek vádat ellene a bűncselekmény kapcsán. Burke az információk szerint a rablást követő hónapokban számos érintett tagot gyilkolt vagy gyilkoltatott meg, hogy ne keveredjen bele a rablásba, illetve, hogy minél nagyobb részesedése legyen a zsákmányból. Az egyetlen személy, akit a bűncselekmény miatt elítéltek, Louis Werner, egy reptéri dolgozó volt, aki segített a rablás megszervezésében.
A pénzt és az ékszereket soha nem találták meg. A rablás nagyságrendje miatt az Egyesült Államok egyik leghosszabb ideig vizsgált bűncselekménye volt, mivel a rablással kapcsolatos legutóbbi letartóztatás 2014-ben történt.

## A szervezés
A hírek szerint a rablást Jimmy Burke, a Lucchese bűnözőklán egyik tagja tervelte ki, és társai hajtották végre. A terv akkor kezdődött, amikor Martin Krugman bukméker elmondta Henry Hillnek (Burke egyik társának), hogy tudomására jutott, hogy a Lufthansa valutát szállított a John F. Kennedy nemzetközi repülőtéren lévő tehertermináljába. Az információ eredetileg Louis Wernertől, a repülőtér egyik dolgozójától származott, (aki 20 000 dollárral tartozott Krugmannak szerencsejáték tartozás miatt), valamint munkatársától, Peter Gruenwaldtól. 1976-ban Werner és Gruenwald már korábban sikeresen ellopott 22 000 dollárnyi devizát a Lufthansától.
Burke úgy döntött, hogy Tommy DeSimone, Angelo Sepe, Louis Cafora, Joe Manri, Paolo LiCastri és Robert McMahon lesznek a rablók. Burke fia, Frank vezette volna az egyik kísérő járművet, Parnell „Stacks” Edwards feladata pedig az volt, hogy az eset után eltüntesse a furgont. A rablásban betöltött szerepétől függően minden résztvevő 10 000 és 50 000 dollár közötti összeget kapott volna. Ezek az összegek azonban a becsült zsákmányon alapultak, amely mindössze 2 millió dollár volt, szemben a tényleges 5,875 millió dolláros zsákmánnyal. Werner a fogás 10%-át kapta volna.

## A rablás
1978. december 11-én, hajnali 3 óra körül a hat férfi egy fekete Ford Econoline típusú gépkocsival a Lufthansa 261-es teherforgalmi épületéhez hajtott. A kapun lévő lakatot egy csavarvágóval vágták le. A csapat néhány tagja felmászott a keleti torony lépcsőjén, majd símaszkot és kesztyűt húzva bementek. A terminál parkolójában egy Buick típusú autó állt, lekapcsolt fényszórókkal.
A terminálon belül John Murray, egy vezető szállítmányozási megbízott volt az első alkalmazott, akit túszul ejtettek. Besétáltak az ebédlőbe, ahol öt másik Lufthansa alkalmazott hajnali 3 óra óta étkezési szünetet tartott, és arra utasították, hogy csukott szemmel, mindenki feküdjön a földre. Murrayt megkérdezték, hogy ki van még a raktárban. Azt mondta, hogy Rudi Eirich, az éjszakai műszakban dolgozó teherforgalmi vezető és Kerry Whalen, egy árutovábbító dolgozó. Murrayt kényszerítették, hogy csalja fel Eirichet az emeletre, ahol őt is túszul ejtették. A terminálon kívül Whalen észrevette, hogy két álarc nélküli férfi ül egy fekete furgonban, amely a Lufthansa 261-es teherforgalmi épületének rámpáján parkolt, amikor elhaladt mellette. Whalen leparkolt és odament a furgonhoz. Az egyik férfi utasította őt, hogy szálljon be a furgonba. Whalen segítségért kiáltott, miközben próbált elmenekülni, de pisztollyal leütötték és bedobták a furgonba, majd az ebédlőbe vitték a többi túszhoz.
A raktárban az  egyik alkalmazott Rolf Rebmann zajt hallott a rakodórámpa mellől, és elment utánajárni, ekkor őt is elfogták, és Whalennel együtt az ebédlőbe vitték, a többiekhez. Néhány rabló fegyverrel a kétajtós páncélterembe vitte Eirichet. A páncélteremből hetvenkét darab tizenöt kilós kartondoboznyi lenyomozhatatlan pénzt vittek ki, és a furgonba tették. Hajnali 4 óra 21 perckor a furgon az épület elé húzódott, a másik autó pedig mögötte állt meg. Két fegyveres bemászott a furgonba, miközben a többiek beszálltak a Buickba. Az alkalmazottakat arra utasították, hogy ne hívják a rendőrséget egészen hajnali 4:30-ig, amikor is az első hívást rögzítették a rendőrségen. A rablók a brooklyni Canarsie-ban egy autójavító műhelynél találkoztak Burke-kel. A pénzzel teli dobozokat kivették a furgonból, és a két autó csomagtartójába rakodták át. Burke és a fia az egyik autóval elhajtottak. Négy másik - Manri, McMahon, DeSimone és Sepe - a második autóval ment el.

## Következmények

### A nyomozás
Parnell „Stacks” Edwards nem tudott időben megszabadulni a rabláshoz használt furgontól. Edwardsnak New Jerseybe kellett volna vinnie a járművet, ahol azt (a benne lévő esetleges bizonyítékokkal együtt) egy John Gotti tulajdonában lévő roncstelepen kellett volna megsemmisíteni. Ehelyett Edwards a barátnője lakásánál egy tűzcsap előtt parkolta le a furgont, ahol a rendőrség két nappal a rablás után felfedezte. Paul Vario ezt követően utasította DeSimone-t, hogy ölje meg Edwardsot. Miután megtudta, hol rejtőzik Edwards, DeSimone és Angelo Sepe felkereste Edwardsot, és ötször fejbe lőtte. A furgonról a rablás több elkövetőjének ujjlenyomatát sikerült rögzítenie a rendőrségnek.
Az FBI a rablást követő három napon belül azonosította a Burke bandát, mint valószínűsíthető elkövetőket, főként a furgon felfedezésének köszönhetően, valamint Edwardsnak a Robert's Lounge-ban a Burke bandával korábban kialakított kapcsolatai miatt. Szigorú megfigyelést állítottak fel, helikopterrel követték a banda mozgását, valamint „bepoloskázták” a járműveiket, a Robert's Lounge telefonjait, sőt még a bárhoz legközelebbi telefonfülkéket is. Az FBI-nak a rock- és diszkózene háttérhangjai ellenére sikerült rögzítenie néhány jelentősebb beszélgetésfoszlányt, például azt, ahogy Angelo Sepe egy ismeretlen férfinak „egy barna táskáról és egy Lufthansa-csomagról” mesélt, és ahogy azt mondta a barátnőjének, Hope Barronnak: „...látni akarom... nézd meg, hol van a pénz... áss egy lyukat a pincében [nem hallható] hátsó gyepen...”. De ez nem volt elég ahhoz, hogy Burke bandáját véglegesen összekapcsolják a rablással, és nem adtak ki házkutatási parancsot sem.
Henry Hill szerint Jimmy Burke paranoiás és izgatott lett, amint rájött, hogy Edwards hibája a furgonnal mekkora figyelmet keltett, és elhatározta, hogy mindenkit megöl, aki belekeverheti őt a rablásba, kezdve Edwards-szal. Miután a rablás legtöbb résztvevőjét és tervezőjét meggyilkolták, kevés bizonyíték és tanú maradt, amely Burke-öt vagy a csapatát az eseményhez kötné. A hatóságoknak azonban végül sikerült elegendő bizonyítékot gyűjteniük ahhoz, hogy a belső ember, Louis Werner ellen vádat emeljenek a rablás megtervezésében való közreműködés miatt. Werner volt az egyetlen ember, aki ellen 1979-ben vádat emeltek a rablásban való segédkezése miatt, és 15 év börtönbüntetésre ítélték. Donald Frankos, a Lucchese bűnözőklán tagja később a Contract Killer: The Explosive Story of the Mafia's Most Notorious Hit Man Donald "The Greek" Frankos. című életrajzi könyvében csalódottságának adott hangot amiatt, hogy Burke közeli barátja és rendszeres vendége volt a Robert's Lounge-nak, de ennek ellenére nem vett részt a tényleges rablásban.
Később, amikor Whalent kihallgatták a hatóságok, megmutatták neki a rendőrség archív fotóit, és az egyik támadóját Angelo Sepeként azonosította. Eirich később arról számolt be, hogy a rablók jól informáltak voltak, és mindent tudtak a páncélterem biztonsági rendszereiről, köztük a kétajtós rendszerről, miszerint az egyik ajtót be kell zárni ahhoz, hogy a másik ajtót ki lehessen nyitni a riasztó aktiválása nélkül. A rablók utasították Eirichet, hogy nyissa ki a 3x6 méteres helyiség első ajtaját. Tudták, hogy ha kinyitja a második ajtót, akkor aktiválja a riasztást a repülőtéri Rendőrség egységénél.
Vincent Asarót, a Bonanno bűnözőklán magas rangú tagját 2014. január 23-án tartóztatták le egy vádirat kapcsán, amelyben a Lufthansa–rablásban való részvétellel vádolták, és unokatestvére, Gaspare Valenti tanúskodott ellene. Az Asaro elleni ügy egy informátoron alapult, akit Asaro ügyvédje „az egyik legrosszabb tanúnak nevezett, akit valaha látott”. Daniel Simone, aki Henry Hill-lel közösen írta a The Lufthansa Heist című könyvet, a New York Post Page Six című lapnak arról számolt be, hogy Hill azt mondta neki, hogy Asarónak „semmi köze” nem volt a rabláshoz. 2015. november 12-én a brooklyni szövetségi kerületi bíróságon az esküdtszék felmentette Asarót a Lufthansa–rablással kapcsolatos összes vádpont alól.
Az ellopott készpénz és ékszerek soha nem kerültek elő.

### Rablótársak meggyilkolása
Burke azt is felismerte, hogy Edwards elmulasztása, hogy megszabaduljon a furgontól, lehetővé tette, hogy a rendőrség rábukkanjon a bandájára, és Burke elhatározta, hogy mindenkit megöl, vagy megölet, aki belekeverheti őt a rablásba.  Az első, akit meggyilkoltak, mindössze hét nappal a rablás után, Edwards volt - 1978. december 18-án Tommy DeSimone és Angelo Sepe lőtték le a lakásában. Ő volt az első a bűnözők és bűntársaik sorában, akiket a rablás után Burke utasítására gyilkoltak meg.
| Áldozat                         | Időpont            | Részletek |
| ------------------------------- | ------------------ | --- |
| Parnell Steven "Stacks" Edwards | 1978. december 18. | Blues zenész, hitelkártya lopás szakértő és a menekülő furgon sofőrje. DeSimone és Sepe azért lőtték le, mert nem szabadult meg a furgontól, így a hatóságokat a Burke-szervezetre irányította, és attól tartottak, hogy ha elfogják, feljelentést tesz.. |
| Martin Krugman                  | 1979. január 6.    | Burke és Hill orosz-zsidó bűntársa, egy queensi parókabolt és egy "For Men Only" nevű férfi hajszalon tulajdonosa. Krugman volt az első, aki Burke-nek (Hillen keresztül) fülest adott arról, hogy a Lufthansa terminálon nagyszabású rablás történhet. Végül Burke és Sepe meggyilkolták és feldarabolták a Bonanno bűnözőklán kapitány Vincent Asaro kerítésgyárában, miután az egyre idegesebb és dühösebb követelései a rablásból származó 500 000 dolláros részesedésére vonatkozóan meggyőzték Burke-öt, hogy a férfi valószínűleg értesíteni fogja az FBI-t. Henry Hill később azt állította, hogy Krugman maradványait a Robert's Lounge klubban temették el (ezt nem sikerült megerősíteni), Jimmy Burke gépeltérítő barátja, "Remo" és Michael "Spider" Gianco maradványaival együtt, aki ott dolgozott pincérként. Holttestét soha nem találták meg, és 1986-ban törvényesen elhunytnak nyilvánították, felesége, Fran pedig 135 000 dollárt kapott az életbiztosításából. |
| Richard Eaton                   | 1979. január 17.   | Fort Lauderdale, Florida, Tom Monteleone társa, Burke fedőembere, csaló és szélhámos. Nem volt köze a tényleges rabláshoz, de Burke megkínozta és meggyilkolta, miután egy hamis kokaincsalás során megszökött Burke 250 000 dollárjával, és a rablásból származó pénz egy részét lefölözte, miközben azt különböző legális intézményeken, köztük Monteleone klubján keresztül tisztára mosta. Eaton holttestét megkötözve és felakasztva találták meg egy húsfagyasztó teherautóban. Burke-öt végül 1985-ben bűnösnek találták Eaton meggyilkolásáért, és 20 év börtönbüntetésre ítélték, ahol meghalt. |
| Tom Monteleone                  | 1979. március      | Fort Lauderdale, Florida, Richard Eaton társa, vendéglős és maffiózó. Monteleone tulajdonában volt a The Players Club, egy helyi bár, amelyet a Burke-banda tagjai látogattak, és Burke azzal vádolta, hogy Eatonnal és Ferrarával összeesküdött egy fiktív kokainüzletben, és a rablásból származó pénz egy részét lefölözte, miközben azt a klubján keresztül tisztára mosta. |
| Louis Cafora                    | 1979. március      | Brooklyn belvárosi parkolótulajdonos és pénzmosó. Cafora volt Burke cellatársa a börtönben töltött idő alatt, és Burke azzal bízta meg, hogy a rablásból származó pénz egy részét a törvényes parkolóhelyek segítségével tisztára mossa. Cafora indiszkrét, hivalkodó életmódja és ragaszkodása ahhoz, hogy feleségét, Joannát tájékoztassa a banda ügyeiről, többek között a rablásról, végül oda vezetett, hogy Burke mindkettőjük meggyilkolását elrendelte. A rablás után néhány nappal és Burke utasítása ellenére Cafora a rablásból származó részéből vásárolt a feleségének egy egyedi rózsaszín Cadillac Fleetwoodot, és szemtelenül elment vele egy találkozóra, amely a JFK légi teherforgalmi központjától csak néhány háztömbnyire volt, ahol az FBI még mindig nyomozott. A holttestét soha nem találták meg. |
| Joanna Cafora                   | 1979. március      | Louis Cafora felesége, akit feltehetően vele együtt meggyilkoltak. |
| Joe "Buddha" Manri              | 1979. május 15.    | Éjszakai műszakos Air France rakományfelügyelő. Manri régóta a Burke banda tagja volt, és az ő belső információi segítettek a rablás megtervezésében. Manrinak többször is felajánlották, hogy ha vallomást tesz a banda ellen akkor beléptetik a tanúvédelmi programba, akárcsak az Air France/JFK repülőtéren dolgozó Robert McMahon belső emberének, de ezt az ajánlatot mindketten visszautasították. Manrit holtan találták egy parkoló autóban McMahon mellett ahol hátulról fejbe lőtték, öt hónappal a rablás után. |
| Robert McMahon                  | 1979. május 16.    | Az Air France éjszakai műszakfelügyelője a John F. Kennedy nemzetközi repülőtéren, aki 1967-ben részt vett az Air France hasonló rablásában Jimmy Burke társával, Henry Hill-lel együtt. A gyanú szerint segített Joe Manri-nak megtervezni a Lufthansa–rablást. Öt hónappal a rablás után ugyanolyan körülmények közt holtan találták egy parkoló autóban Manri mellett. |
| Paolo LiCastri                  | 1979. június 13.   | Illegális bevándorló, szicíliai származású Pizza Connection drogkereskedő és a Gambino bűnözőklán tagja. Nem vett részt a tényleges rablásban, de a Gambino klán összekötője volt, akinek az volt a feladata, hogy felügyelje a terveket, és biztosítsa, hogy a Gambino klán megkapja a 200 000 dolláros részét. Meztelen és golyóktól átlőtt holttestét hat hónappal a rablás után egy égő szemétdombon találták meg. |

A rablás megtervezésében, végrehajtásában vagy nyomon követésében részt vevő más személyek, akiket 1979-ben megöltek, de nem Burke parancsára. 
| Áldozat                 | Időpont           | Részletek |
| ----------------------- | ----------------- | --- |
| Thomas "Tommy" DeSimone | 1979. január 14.  | 1967-ben részt vett az Air France hasonló rablásában Jimmy Burke társával, Henry Hill-lel együtt. DeSimone 1979. január 14-én tűnt el, mivel ő követte el a Gambino bűnözőklán két tagjának és Gotti társainak: William "Billy Batts" Bentvena és Ronald "Foxy" Jerothe egymástól független gyilkosságát. |
| Theresa Ferrara         | 1979. február 10. | Tommy DeSimone alkalmi szeretője, valamint Richard Eaton és Tom Monteleone társa. 1979. február 10-én tűnt el, és 1979. május 18-án a feldarabolt felsőtestét a Barnegat Inletben találták meg, a New Jersey állambeli Toms River közelében. |
| Angelo Sepe             | 1984. július 18.  | A Lucchese bűnözőklán tagja, valamint DeSimone, Tony Rodriguez és Burke különösen közeli, hűséges és megbízható barátja. Sepe volt a felelős a legtöbb gyilkosságért Burke 1978-79-es tanú likvidálási programja során. Sepét és a barátnőjét egy Lucchese bérgyilkos osztag ismeretlen tagjai ölték meg, egy héttel azután, hogy egy Lucchese klánhoz kötődő drogkereskedőtől több ezer dollárnyi kokaint és a klánnak szánt készpénzt raboltak ki. |
| Joanna Lombardo         | 1984. július 18.  | Angelo Sepe 19 éves barátnője. Szájon lőtték. |
| Frank James Burke       | 1987. május 18.   | Jimmy Burke fia, akinek vélhetően köze volt a rabláshoz; drogdílere meggyilkolta egy félresikerült heroinüzlet miatt. |

## Az informátorok
- Janet Barbieri, Louis Werner barátnője és későbbi felesége, aki Werner ellen tanúskodott az esküdtszék előtt.[6]
- William "Bill" Fischetti, egy taxidiszpécser cég tulajdonosa és egy maffiabeli tag rokona,[27] aki részt vett hamis, bemutatóra szóló, lopott kötvények eladásában.
- Peter Gruenwald, a Lufthansa–rablás szervezője, aki barátja és munkatársa, Louis Werner ellen tanúskodott.
- Frank Menna, egy olasz lottóban utazó tag, akit Angelo Sepe és Daniel Rizzo dolgoztatott meg főnöke, Martin Krugman alkalmatlansága miatt.
- Louis Werner, egy manhattani könyvelő, aki egyben pénzmosó is volt.

1980 áprilisában Henry Hillt letartóztatták kábítószerrel kapcsolatos vádakkal. Meggyőződése lett, hogy korábbi társai meg akarják öletni: Vario azért, mert kábítószerrel kereskedett és Burke azért, hogy véletlen se keverje bele őt a rablásba. Mivel hosszú büntetés várt rá, Hill beleegyezett, hogy informátor legyen, és családjával együtt belépett a tanúvédelmi programba. Nem tudott ugyan segíteni a kormánynak abban, hogy a Lufthansa–rablás miatt vádat emeljenek Vario vagy Burke ellen, bár mindkettőjüket elítélték más bűncselekményekért Hill vallomása eredményeként.

## A populáris kultúrában
Az esemény két ismert televíziós film – Tíz millió dollár a tét (The 10 Million Dollar Getaway) 1991-ből és A nagy rablás 2001-ből – fő témája, valamint a Nagymenők (1990) című film egyik fő cselekményelemét képezi. Előbbi film esetében Burke személyét meglehetősen pozitívan mutatják be, aki védeni igyekszik társait a maffia likvidálásaitól.

## Fordítás
- Ez a szócikk részben vagy egészben  a   Lufthansa heist című angol Wikipédia-szócikk ezen változatának fordításán alapul.  Az eredeti cikk szerkesztőit annak laptörténete sorolja fel. Ez a jelzés csupán a megfogalmazás eredetét és a szerzői jogokat jelzi, nem szolgál a cikkben szereplő információk forrásmegjelöléseként.